# Marcello Craca
Marcello Craca (* 27. Oktober 1974 in Pforzheim) ist ein ehemaliger deutscher Tennisspieler.

## Karriere
Seine höchste Platzierung in der Tennis-Weltrangliste im Einzel erreichte er am 12. Januar 1998 mit dem 90. Platz. In der Doppel-Wertung war er am 23. August 2004 auf Rang 399 gelistet. Seinen größten Erfolg feierte er 1999 mit dem Sieg beim Challengerturnier in Sofia. Es blieb sein einziger Titel auf der ATP Challenger Tour. In der Tennis-Bundesliga spielte er für Grün-Weiß Mannheim. Seit 2010 ist er Chefverbandstrainer beim Badischen Tennisverband.

## Erfolge
| Legende (Anzahl der Siege)  |
| Grand Slam                  |
| ATP World Tour Finals       |
| ATP World Tour Masters 1000 |
| ATP World Tour 500          |
| ATP World Tour 250          |
| ATP Challenger Tour (1)     |

### Einzel

#### Turniersiege
| Nr. | Datum        | Turnier | Belag | Finalgegner        | Ergebnis |
| --- | ------------ | ------- | ----- | ------------------ | -------- |
| 1.  | 30. Mai 1999 | Sofia   | Sand  | Orlin Stanoitschew | 7:6, 6:0 |